# Канатная дорога Кобе Нунобики
Кана́тная доро́га Кобе Нунобики (яп. 神戸布引ロープウェイ) — это канатная дорога, которая поднимается от микрорайона Син-Кобе в районе Тюо-ку города Кобе (преф. Хёго) на гору Сэцуги. Это единственный способ добраться до Сада трав Нунобики.

## Обзор
Канатная дорога Кобэ Нунобики соединяет станцию «Хабуэн Санроку», расположенную рядом со станцией Син-Кобе, и станцию «Хабуэн Сантё». По пути расположена промежуточная станция «Кадзэ-но Ока».
С момента открытия дорога, получившая название «Канатная дорога Син-Кобе», находилась в ведении «Корпорации городского благоустройства города Кобе» (в настоящее время «Корпорация благоустройства жилой среды Кобе»). После ремонта дороги в 2011 году, название было изменено на «Канатная дорога Кобе Нунобики», а также были изменены названия станций и тарифы на проезд. Неофициальное название этой канатной дороги — «Юмэ фусэн» («Шарик мечты»).

## История
- 23 октября 1991 года — запуск канатной дороги[2]
- 29 ноября 2010 года — 31 марта 2011 года — проведение ремонтных работ[2]
- 1 апреля 2011 года — открытие после завершения ремонта (изменены названия и тарифы)

## Описание
Основные характеристики:
- Перепад высот: 330 м
- Длина по склону: 1460 м
- Опоры: двенадцать шт.
- Максимальная рабочая скорость: 4 м/с
- Тип кабины: гондола
- Вместимость гондолы: 6 человек
- Необходимое время: 10 мин.
- Станций: 3

## Изображения

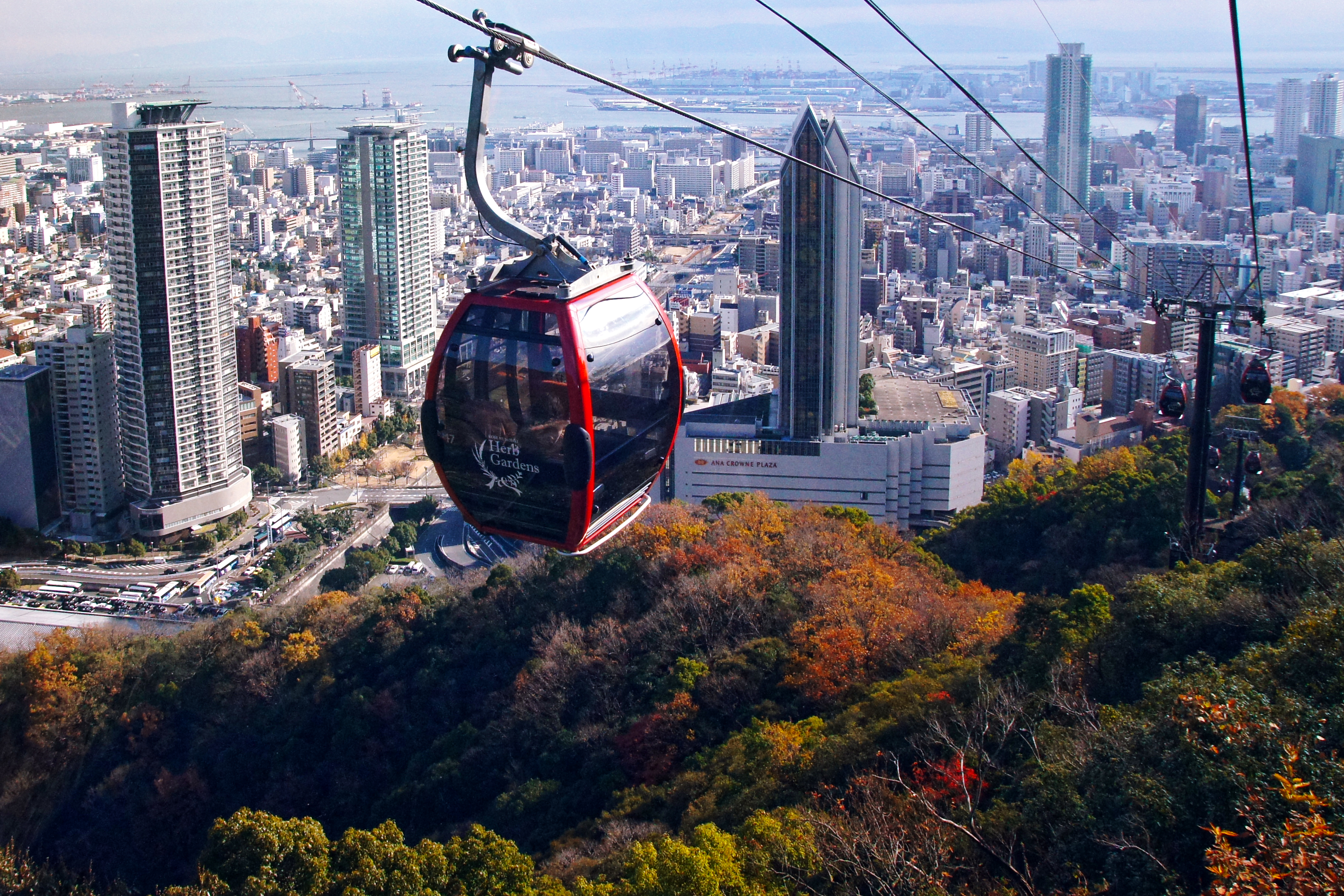
Участок дороги между станциями "Хабуэн Санроку" и "Кадзэ-но Ока"
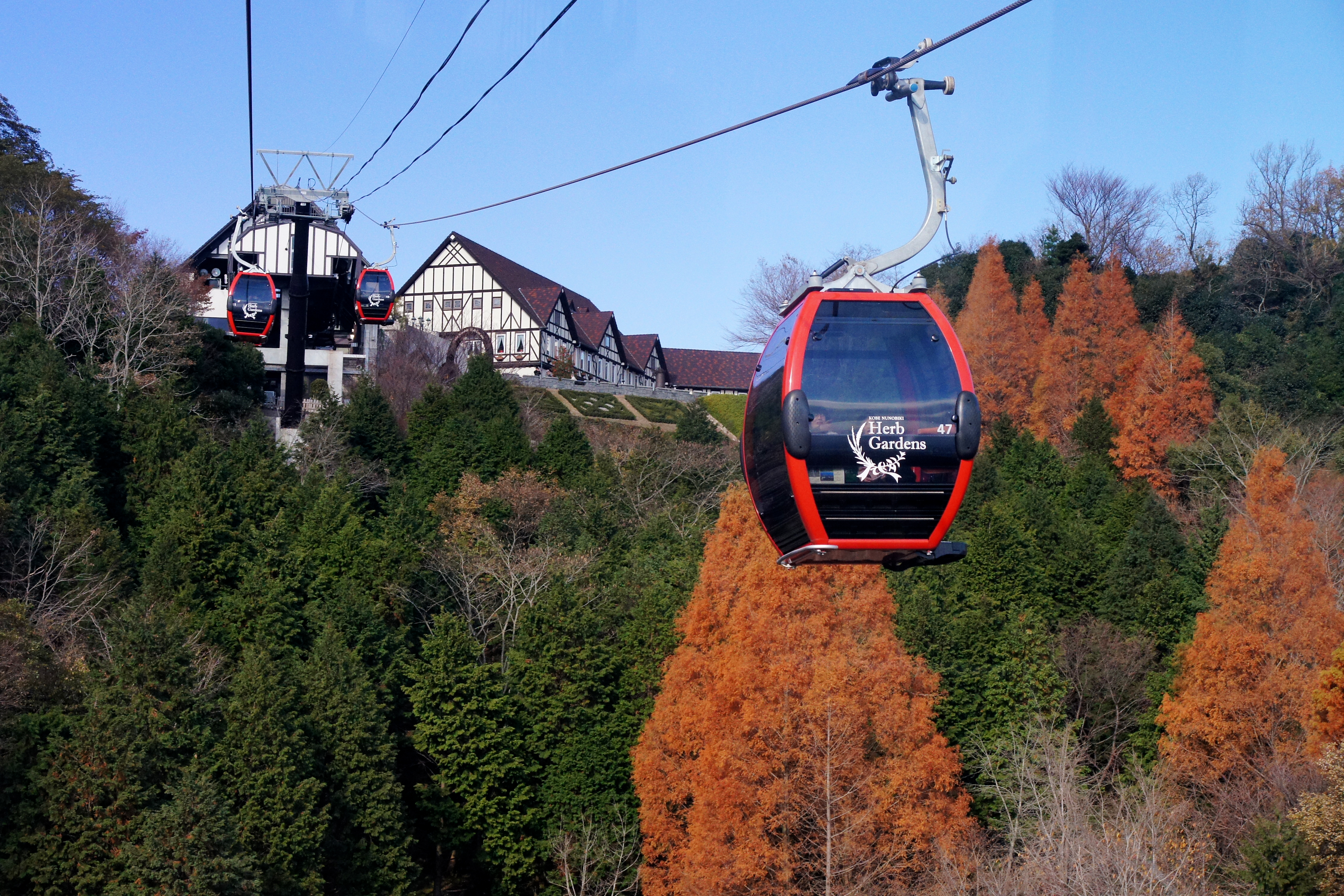
На подъезде к верхней станции "Хабуэн Сантё"
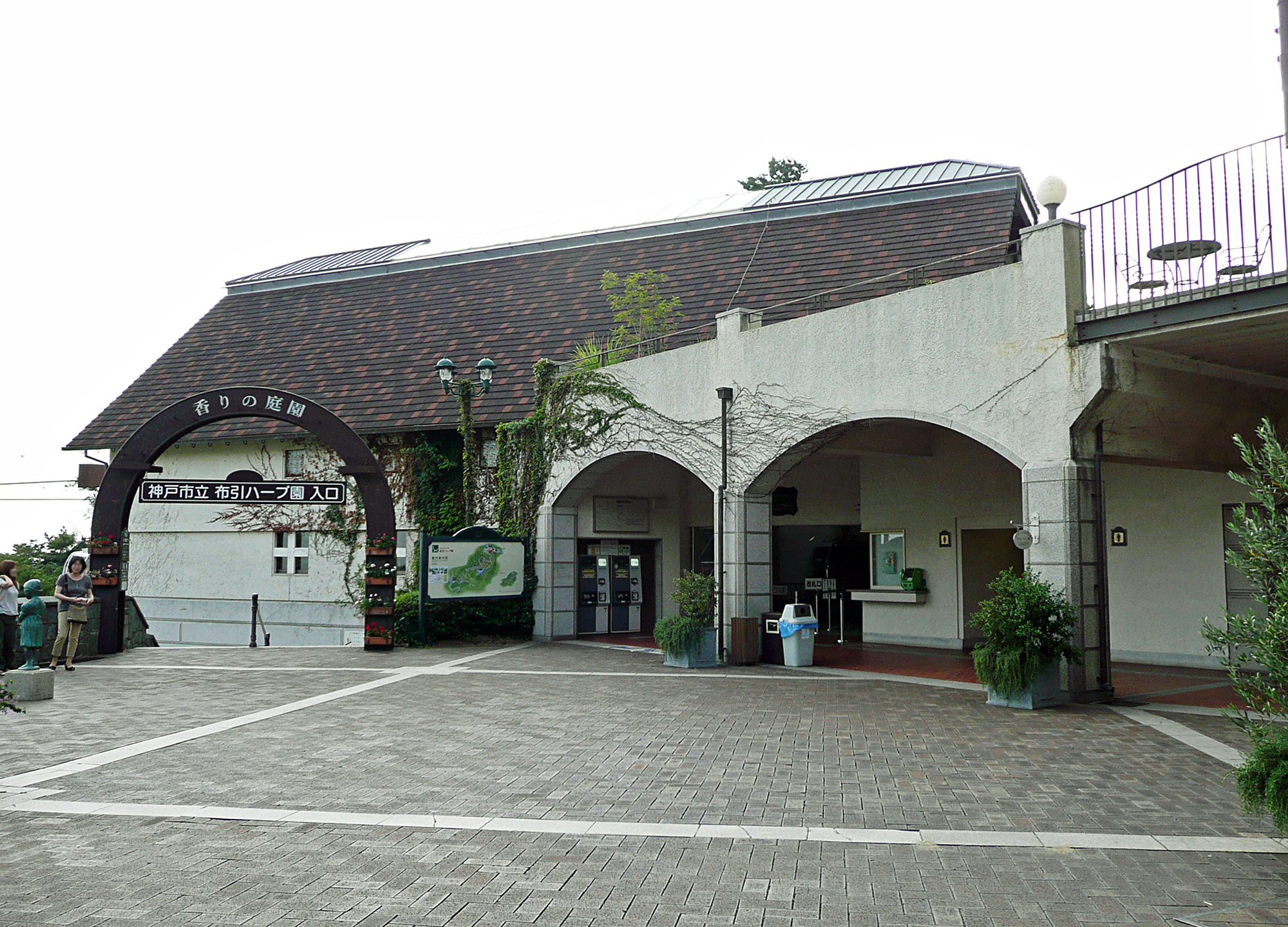
Станция "Хабуэн Сантё" на горе Сэцуги